# Kalle Kriit
Kalle Kriit   (Tartu, 13 de novembre de 1983) és un ciclista estonià, que fou professional entre 2008 i 2011. En el seu palmarès destaca el campionat nacionals en ruta de 2010.

## Palmarès
- 2002
  -  Campió d'Estònia sub-23 en ruta
- 2005
  -  Campió d'Estònia sub-23 en ruta
  - Vencedor d'una etapa del Tour dels cantons de Mareuil-Verteillac
- 2007
  - 1r al Kreiz Breizh Elites i vencedor de tres etapes
  - Vencedor d'una etapa del Tour de la Creuse
  - Vencedor d'una etapa del Tour des Landes
- 2010
  -  Campió d'Estònia en ruta

### Resultats al Giro d'Itàlia
- 2010. 98è de la classificació general